# 宇治田省三
宇治田 省三（うじた しょうぞう、1917年（大正6年）1月3日 - 1989年（平成元年）6月11日）は、日本の政治家。和歌山市長。長男は県議会議員で2006年（平成18年）の市長選に立候補して落選した宇治田栄蔵。旧制和歌山県立海草中学校、立命館大学卒業。市長としての長年の功績により、1986年（昭和61年）に和歌山市名誉市民として選ばれ、2003年（平成15年）には偉人顕彰が行われている。空手の師範免許を持っており、「カラテ市長」としても有名であった。

## 生涯
和歌山県海草郡湊村（現在の和歌山市）で宇治田増蔵の次男として生まれる。和歌山県立海草中学校（現：和歌山県立向陽高等学校）を経て立命館大学法文学部経済学科を卒業後、1946年（昭和21年）から拳武館空手道場を経営する。
1951年（昭和26年）4月に和歌山市議会議員に当選し、1959年（昭和34年）4月には和歌山県議会議員（和歌山市選挙区）に選出される。県議会議員在職中は総務委員長や所属会派の自民クラブ副幹事長などを歴任。
高垣善一市長の死去に伴う和歌山市長選挙に出馬するため、1966年（昭和41年）6月に県議会議員を辞職。和歌山市長選（7月17日投開票）では自由民主党の公認を受けて当選を果たした。「（人口）50万和歌山市の建設」を目標とした長期総合開発計画を策定し、市政の発展に尽力した。また、自由民主党和歌山県連の副支部長として党務にも活躍。1986年（昭和61年）6月の市長選では6選を目指して立候補し、当選が確実視されていたが、当時41歳の旅田卓宗に敗れた。同年、和歌山市名誉市民の称号を受けた。
1989年（平成元年）6月11日午前11時32分、急性心不全のため和歌山市土入の西和歌山病院で死去。72歳没。生前の功績により従四位に叙せられた。

## 業績
- 教育環境の整備としては、市立保育園・小中高等学校の増改築及び全校にプールの設置を行った。同時に、市民・河南・松下体育館や市民スポーツ広場などを建設し、スポーツの普及振興も目指した。その他、市民会館・市民図書館・市立博物館・市立こども科学館・発明館を完成させた。これらの一大文化ゾーンは市民の理解と協力の下に計画的に進められた。
- 都市環境の整備としては、浄水場などを完成させて上水道の安定供給を図り、かつ、渇水期にも十分に対応できる水道体制を確立した。公共下水道の一部共用を始めた。また、ごみ処理の施設として青岸エネルギーセンターを完成させた。併せて、廃棄物の増加に対処すべく余熱利用として発電も開始した。
- JR和歌山駅（東和歌山駅から改称）の西口駅前広場の拡張・連絡地下道を建設、また土地区画整理事業に着手し、当時は田圃が広がっていた現在の和歌山駅東口の整備を行った。高度経済成長期であり、人口の増加で住宅難に陥っていたため、向・岡崎・紀和駅・菖蒲ヶ丘団地をはじめ、市営住宅を次々と建設し、住宅事情の改善を図った。